# متحف فرانز ماير
افتتح متحف فرانز ماير في مكسيكو سيتي في عام 1986 لتأسيس أكبر مجموعة من الفنون الزخرفية في أمريكا اللاتينية وعرضها. وقد جمعت المجموعة من قبل فرانز ماير، الذي جمع الأعمال الفنية الجميلة والكتب والأثاث والسيراميك،والمنسوجات والعديد من العناصر الزخرفية لأكثر من خمسين عاما من حياته. ويأتي جزء كبير من الأعمال من أوروبا وآسيا ولكن معظمها يأتي من المكسيك نفسها مع العناصر التي يرجع تاريخها إلى القرنين الخامس عشر و العشرين. العديد من القطع في المجموعة هي من الحرف اليدوية الجميلة، مثل المنسوجات والفخار.يقع المتحف في المركز التاريخي لمدينة مكسيكو في دير سان خوان دي ديوس السابق ؛ومستشفي يعود إلى القرن الثامن عشر تم إعادة تأهيله ليكون متحف. بالإضافة إلى عرض العناصر التي جمعها ماير، لا يزال المتحف يجمع الأعمال، ويعقد ورش العمل، ويرعي المعارض المؤقتة؛ ويحتوي المتحف على مقهى يقع في ساحة الحديقة.

## التأسيس

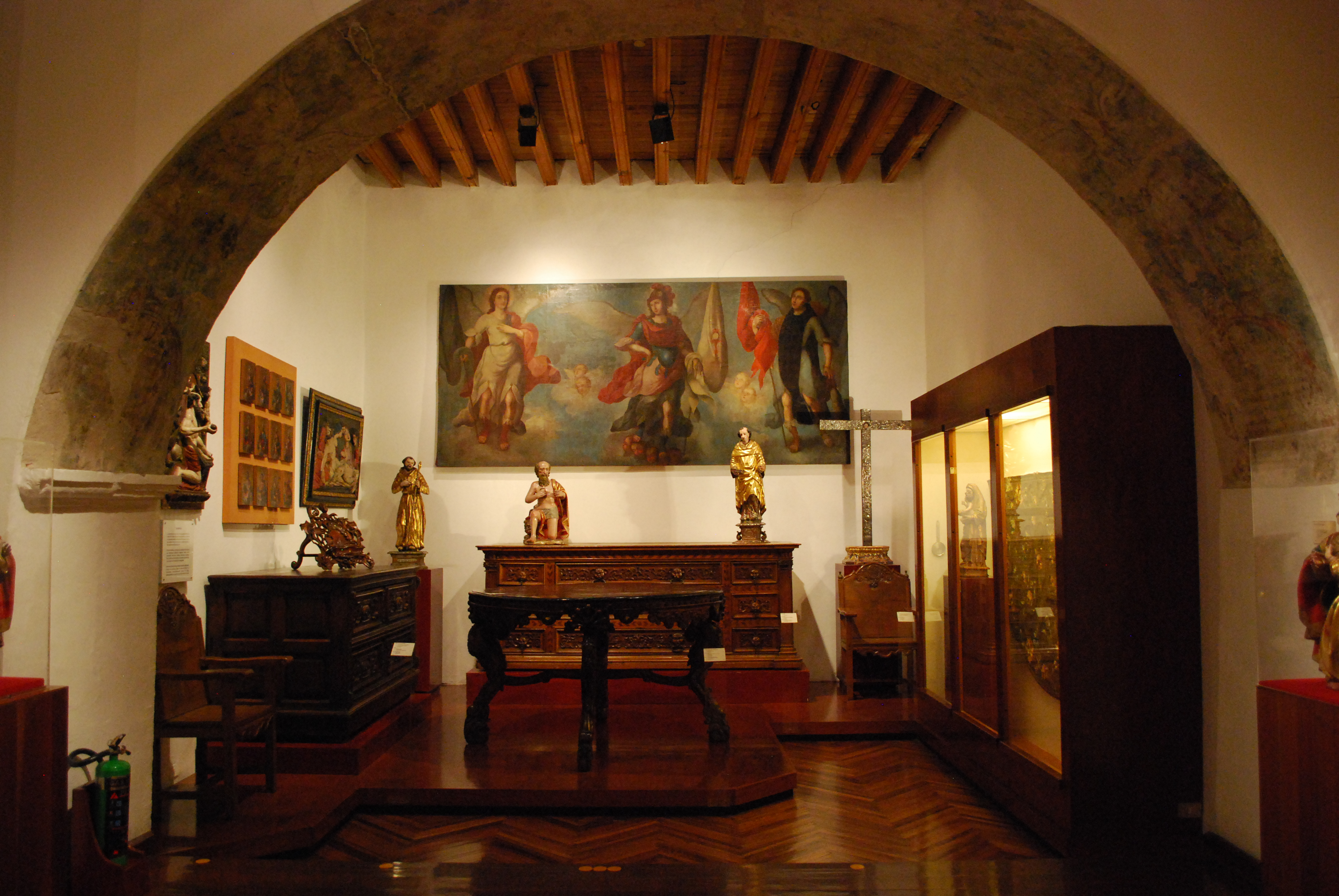

تأسس المتحف ولا يزال يعمل كمكان لاستضافة مجموعة واسعة من الفن وغيرها من الأشياء التي جمعها فرانز ماير على مدى خمسين عاما من حياته. وقبل وفاته في عام 1975،أسس فرانز ماير صندوقا استئمانيا مع بنك المكسيك. ومع ذلك، لم يفتح المتحف حتى عام 1986، تم افتتاحه في دير سابق ومبنى المستشفى الذي تم التبرع به لمؤسسة المتحف.
واحدة من أحدث القطع التي حصل عليها المتحف هي جمجمة فضية من غواتيمالا، فقط ما يزيد قليلا عن ربع مجموع ما جمع يتم عرضها في المتحف،
في حين البقية في كثير من الأحيان أرسلت على سبيل الإعارة إلى متاحف أخرى. والمتحف لديه خطط للتوسع في مرفق ثان وله مواقع في أجزاء أخرى من البلاد.
المتحف يتعاون مع حرفيين السيراميك والفضة الحديثة للسماح لهم بدراسة القطع والسماح لهم لعرض التصاميم والقطع الجديدة.وينظم المتحف جولات سياحية ودورات ومحاضرات وحفلات موسيقية وفنون أداء أخرى وورش عمل للأطفال وأنشطة خاصة للأعضاء.
وأيضا أحد معالم الجذب له هو مقهى يقع في الفناء الرئيسي الذي تمت زراعته ليكون حديقة جميلة.
يستضيف المتحف معارض مؤقتة متكررة من الأعمال الفنية ومجموعات أخرى.
وكان أحد المعارض المؤقتة الأخيرة مجموعة مختارة من حوالي سبعين من آلة فونوغراف وغيرها من آلات استنساخ الصوت .وفي الذكرى السنوية الخامسة والعشرين التي أقامها في عام 2011، افتتح المتحف معرضا مؤقتا يسمى سوسورس (ويسبرز).

## المبنى

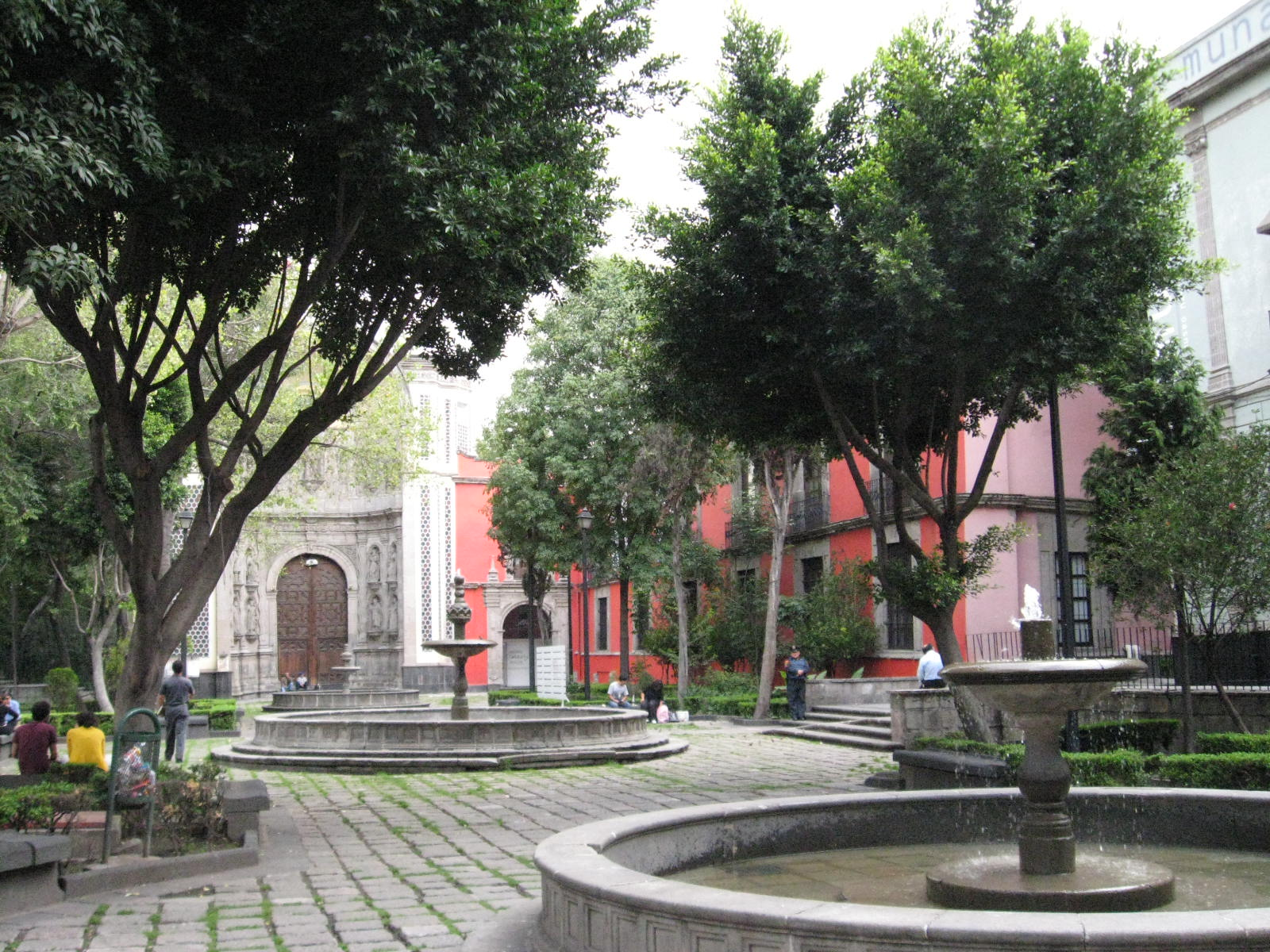
ساحة الحديقة

يقع المتحف في ساحة بلازا دي لا سانتا فيراكروز، بجانب المتحف الوطني في إستامبا. وقد بني المبنى في الأصل كمطحنة، ثم استخدم كمستشفى لمدة أربعمائة عام. أسس هذا المستشفى الدكتور بيدرو لوبيز في عام 1582،وهو أول طبيب يتخرج من الجامعة الملكية في المكسيك. خدم المستشفى الناس من جميع الطبقات الاجتماعية، وكان المستشفى يحتوي أيضا على كنيسة تابعه له. أدارت المستشفى عائلة لوبيز ثم الدومينيكان، بنيت معظم البنية الحالية في القرن الثامن عشر. في عام 1620، أعيد بنائه ككنيسة ومستشفى ودير.
استمر نظام تشغيل المستشفى للمائتي سنة القادمة على الرغم من حريق شب فيه وزلزال عام 1800. تم أجبر مديروه على التخلي عنه بعد استقلال المكسيك في عام 1821.
تم أصبح مدرسة تديرها راهبات تعليم جزر الهند من 1830 إلى 1834، تم جمعية الأخوات الخيرية احتلتها من 1845 إلى 1873. بدأت الرعاية للمرضى مرة أخرى فيه عام 1865، تم مكتب للمنافع العامة في عام 1875 مع اسم مستشفى موريلوس. وظل يحمل اسم مستشفى حتى 1960،عندما تم استخدامه لعرض الحرف اليدوية خلال دورة الألعاب الأولمبية؛ في الثمانينات، ارتفعت الأصوات لجعله متحف. فمنح لصندوق وصاية فرانز ماير الثقافية، التي يديرها بنك المكسيك بهدف إنشاء متحف. تم افتتاح متحف فرانز ماير للجمهور في عام 1986.

## المعروضات

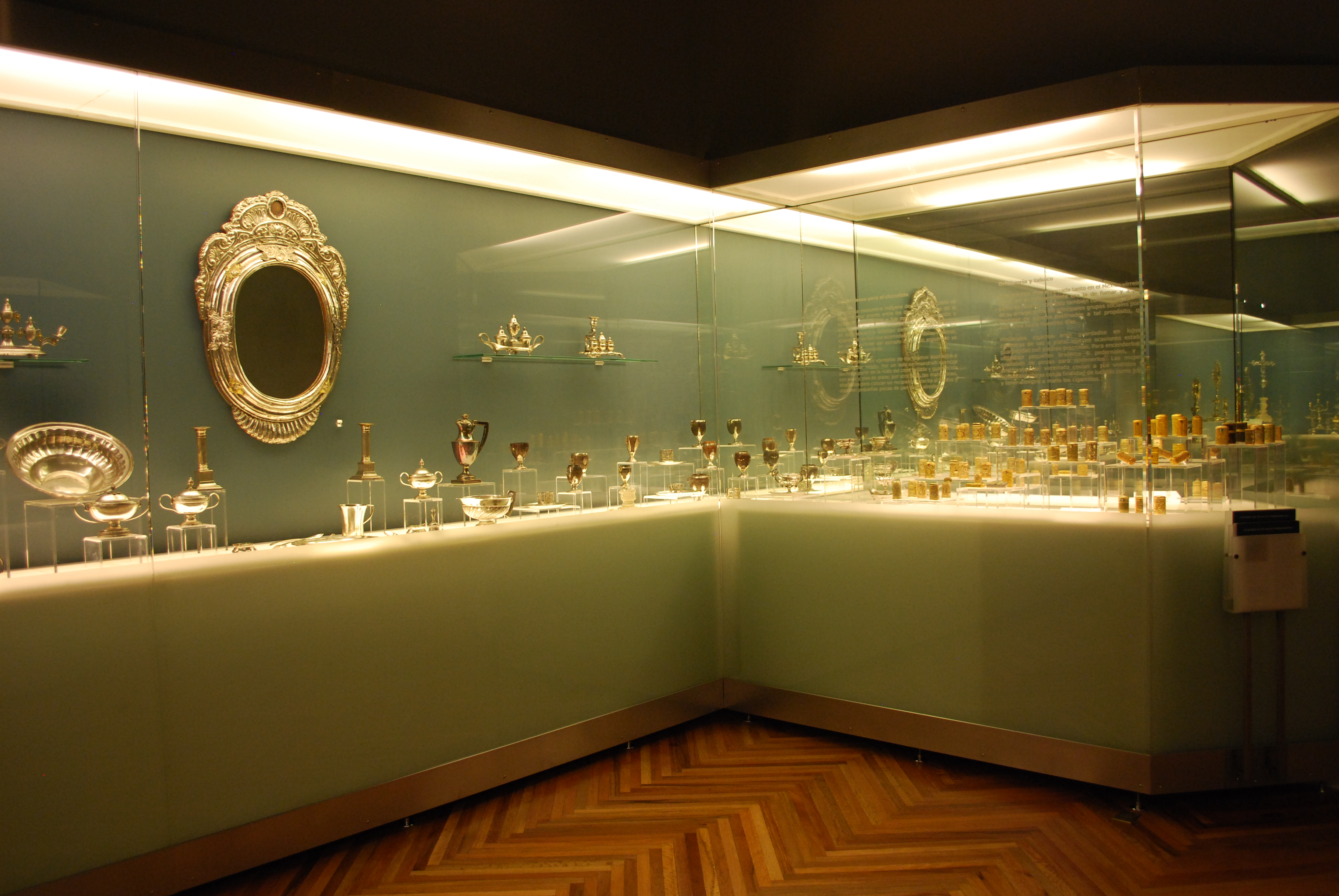
فضيات

جمع مقتنيات المتحف في معظمها فرانز ماير نفسه، جمعت على مدى خمسين عاما، وهي أكبر مجموعة من الفنون الزخرفية في أمريكا اللاتينية.
المتحف يحتوي على 9500 قطعة فنية، 1400 قطعة من السيراميك و 10،000 كتاب ؛ويشمل أيضا علي المجموعة الفضية، والسيراميك، والأثاث، والمنسوجات، والفنون الجميلة والزخارف المصنوعة من قبل أعمال ريشة على الطراز الإسباني، والعاج، والزجاج، ومعظم القطع من القرن السادس عشر إلى القرن التاسع عشر؛ معظم القطع هي تلك المستخدمة في الحياة اليومية.وهناك عدد من القطع تأتي من أوروبا وآسيا، ولكن ماير حصل على كمية كبيرة جدا من القطع من مكسيكو سيتي، وبويبلا وغواناخواتو.
تحتوي المجموعة الفضية على 1300 قطعة فقط من القرنين الخامس عشر إلى التاسع عشر، ومن المسلم به أنها واحدة من أهم القطع في المكسيك. وتشمل القطع عمل ريبوسي، والحفريات، و غرافيتو و فليغري، جنبا إلى جنب مع قطع مجموعة مع الأحجار الكريمة وشبه الكريمة وتلك التي تحتوي على المينا وغيرها مع الذهب. . ومعظمها عبارة عن قطع مرتبطة بالقداس الكاثوليكي كالشموع والصلبان ، ولكن هناك أيضا قطع غير دينية مثل السجائر الذهبية وأدوات المائدة والمسرحيات والصواني.
مجموعة المنسوجات هي واحدة من الأكثر تنوعا في المكسيك، باعتبارها واحدة من مجموعات قليلة في البلاد مع عينات كثيرة. والكثير من المجموعات الحالية هي من عمليات الاستحواذ الأخيرة، ولكنها بدأت مع ماير جمع الريبوزو، ثم البطانيات من سالتيلو، والمنسوجات الفلمنكية، وشالات من مانيلا، والفساتين والملابس الليتورجية. هناك أيضا قطع مع التطريز استخدم فيها الذهب والفضة ؛و العديد من قطع السجاد جمعت من أوروبا واسبانيا ولكن مع الزخارف الشرقية.
المتحف هو واحد من الأماكن القليلة حيث يتم عرض اللوحات الأوروبية والمكسيكية معا. ويشمل أيضا أعمال خوسيه دي ريبيرا "إسبانيوليتو"، وفرانسيسكو دي زورباران، وإغناسيو زولواغا. ويمثل الفن الإيطالي بأعمال لورينزو لوتو، وأليساندرو ألوري. وتشمل أعمال الرسامين الأوروبيين الشماليين جاكوب غريمر وبارثولوميوس بروين. الأعمال المكسيكية هي في الغالب من الفترة الاستعمارية وتشمل قطع من قبل خوان كوريا، ميغيل كابريرا، خوان ونيكولاس رودريغيز خواريز وغيرها، مع عدد قليل من الصور من القرن 18th... أعمال ما بعد الاستعمار تشمل المناظر الطبيعية من قبل خوسيه ماريا فيلاسكو ....
في عام 1920، بدأ ماير بجمع التالافيرا والفخار من بويبلا، وهو أول جامعي القطع الأثرية. في بويبلا، كان يعتبر مجنون بعض الشيء لشراء الاشياء القديمة من السكان المحليين. افتتح المتحف مع أكبر مجموعة بويبلا تالافيرا في العالم مع 726 قطعة من القرن السابع عشر إلى القرن التاسع عشر وبعض القطع التي يرجع تاريخها إلى القرن العشرين من قبل إنريك لويس فينتوسا.
جزء هام من المتحف هو مكتبة روجيريو كاساس-ألاتريست ، المكتبة في منطقة الدير، تحتوي على أكثر من 14000 مجلد، والتي تتضمن 800 طبعة مختلفة من دون كيشوت وسجلات نورمبرغ، تم تحريرها في عام 1493. تصميم المكتبة هو التصميم الكلاسيكي مع رفوف مصنوعة من الأرز لحماية الكتب. الأرض الخشبية للمكتبة كانت من منزل ماير الأصلي.
في عام 2004، تبرعت الأنثروبولوجيا (د.روث ليشوجا) بمجموعتها الخاصة من القطع الأثرية والأشياء الشخصية إلى المتحف؛ تضمنت المجموعة أكثر من 14،000 قطعة أثرية و 5000 كتاب ومجلة و 1000 شخصية توثق حياة ليشوجا من رحلة عائلتها من موطنها النمسا إلى السنوات البحث عن السكان الأصليين في المكسيك. وعلماء الأنثروبولوجيا مارتا توروك ومارغريتا دي أوريلانا هم المشاركون في تنفيذ المجموعة، التي ظهرت في عدة معارض. في عام 2016، افتتح مركز د.روث ليتشوغا للدراسات الفنية الشعبية في الطابق السفلي من المتحف.

## صور للمتحف

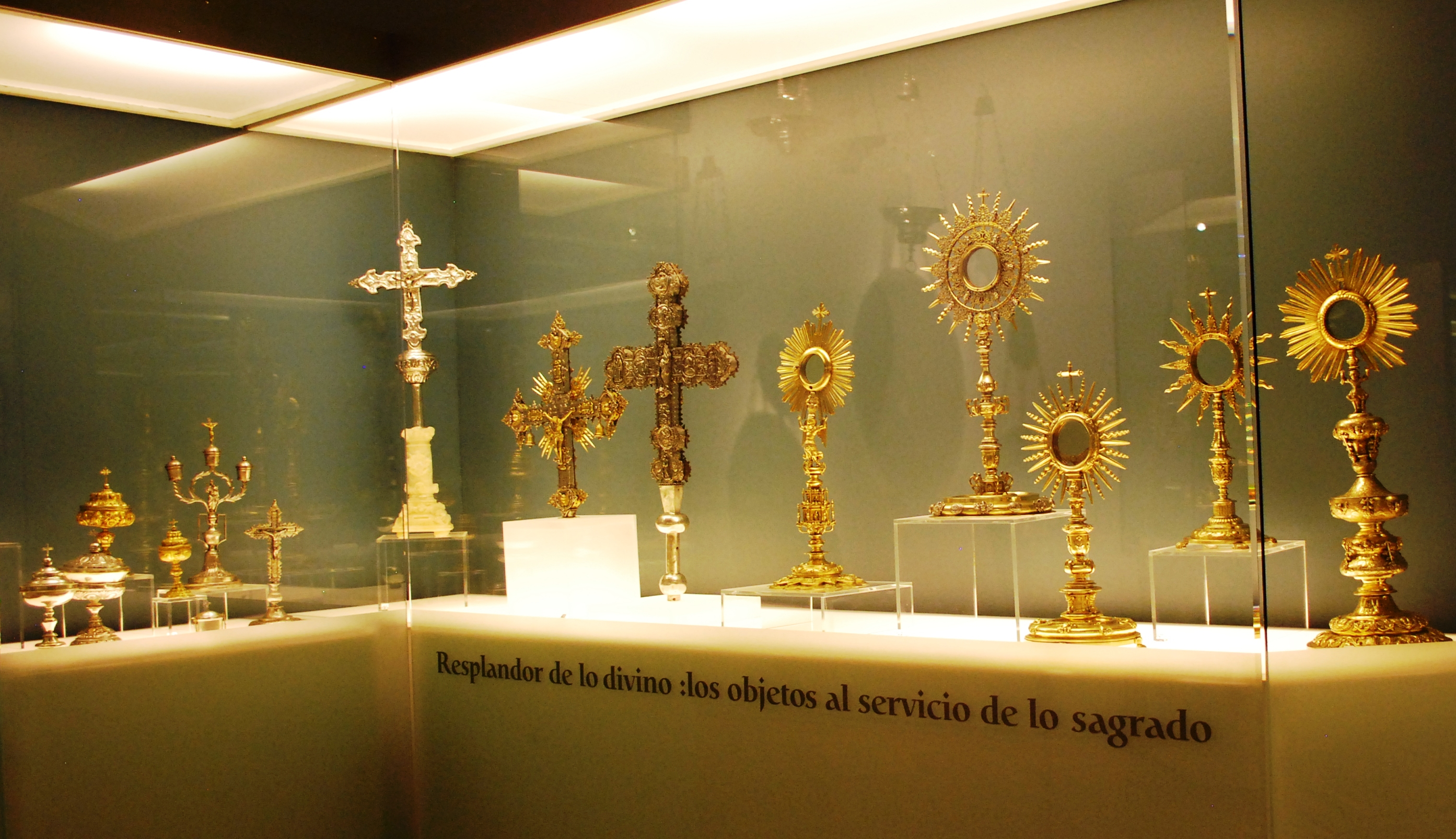
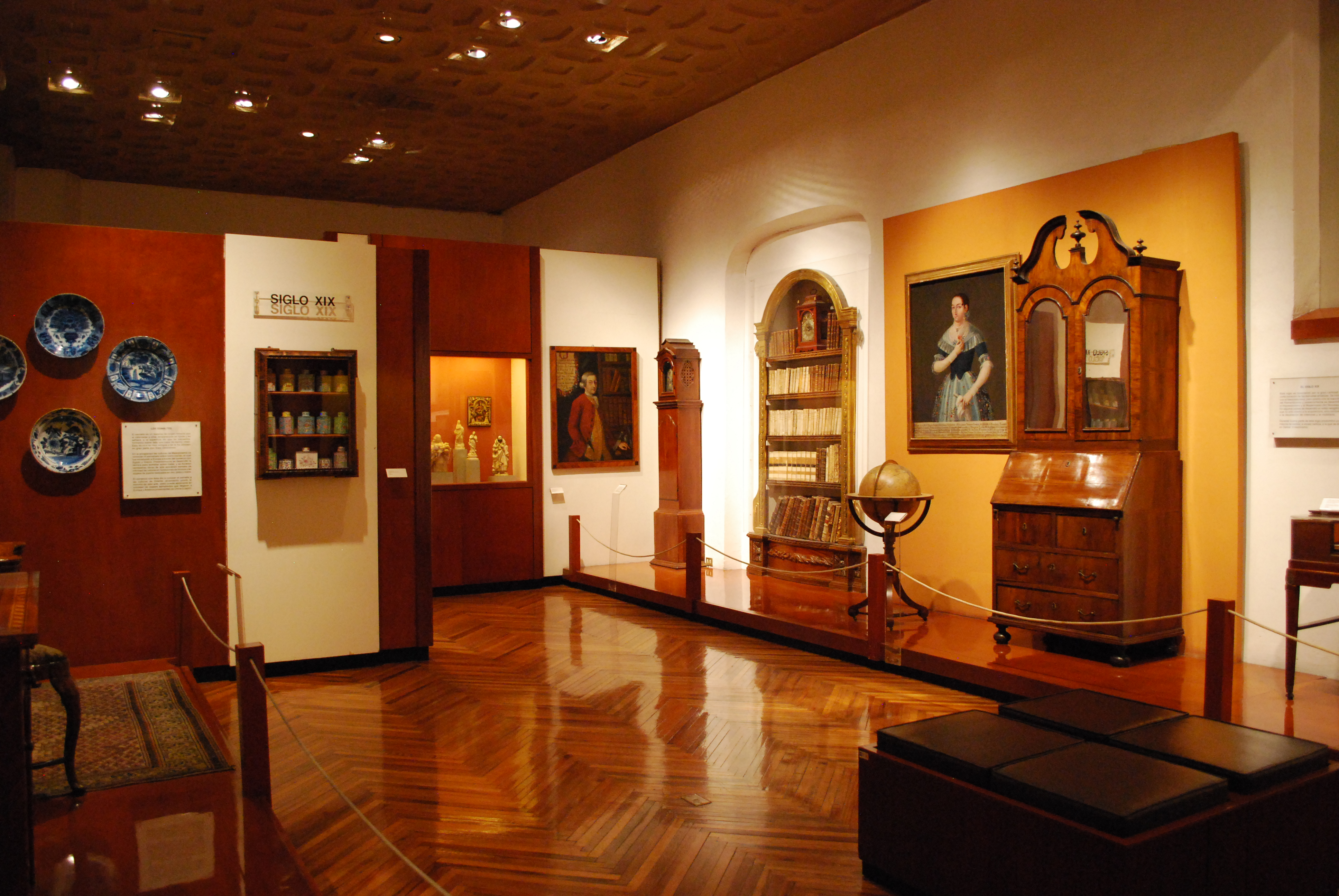
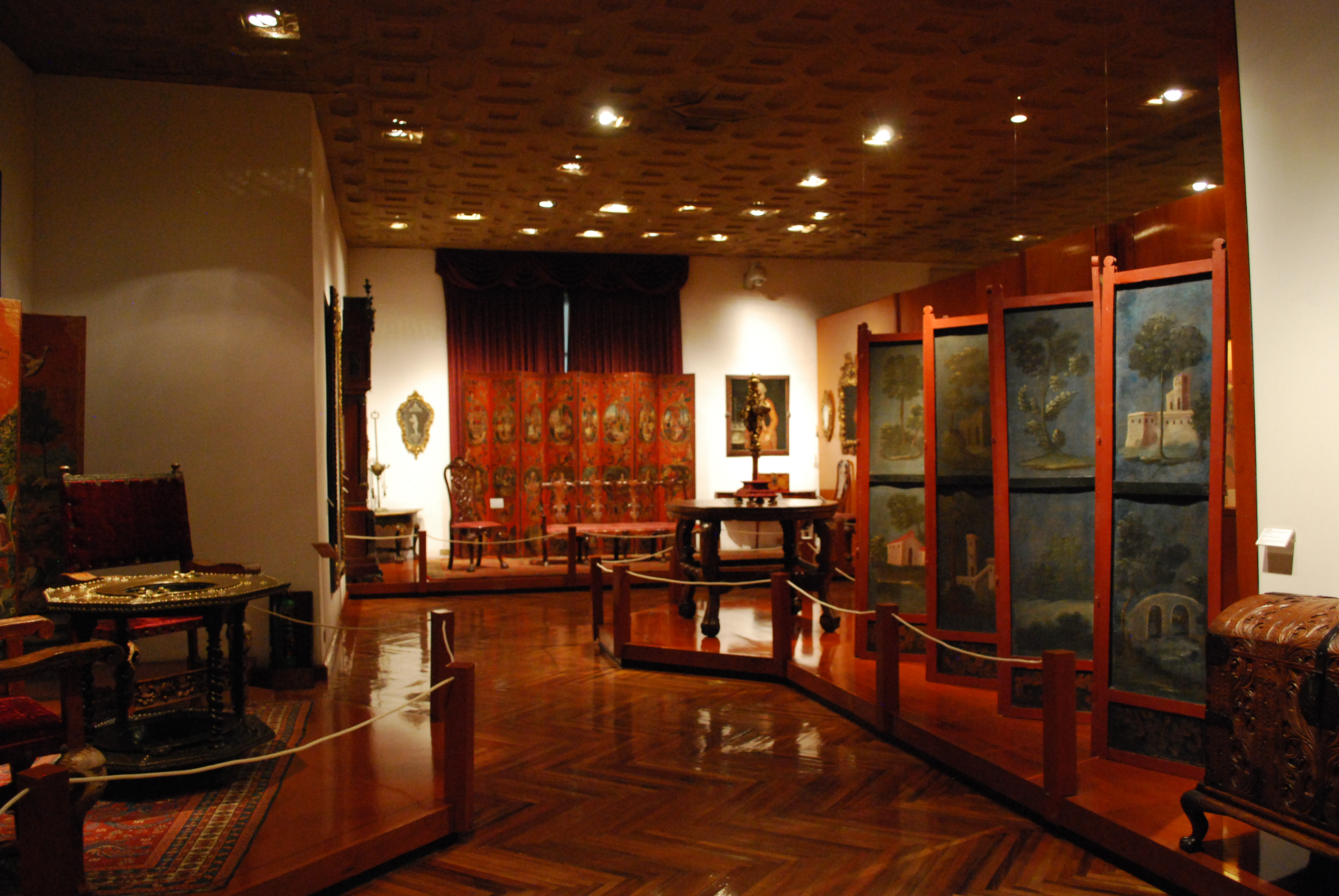
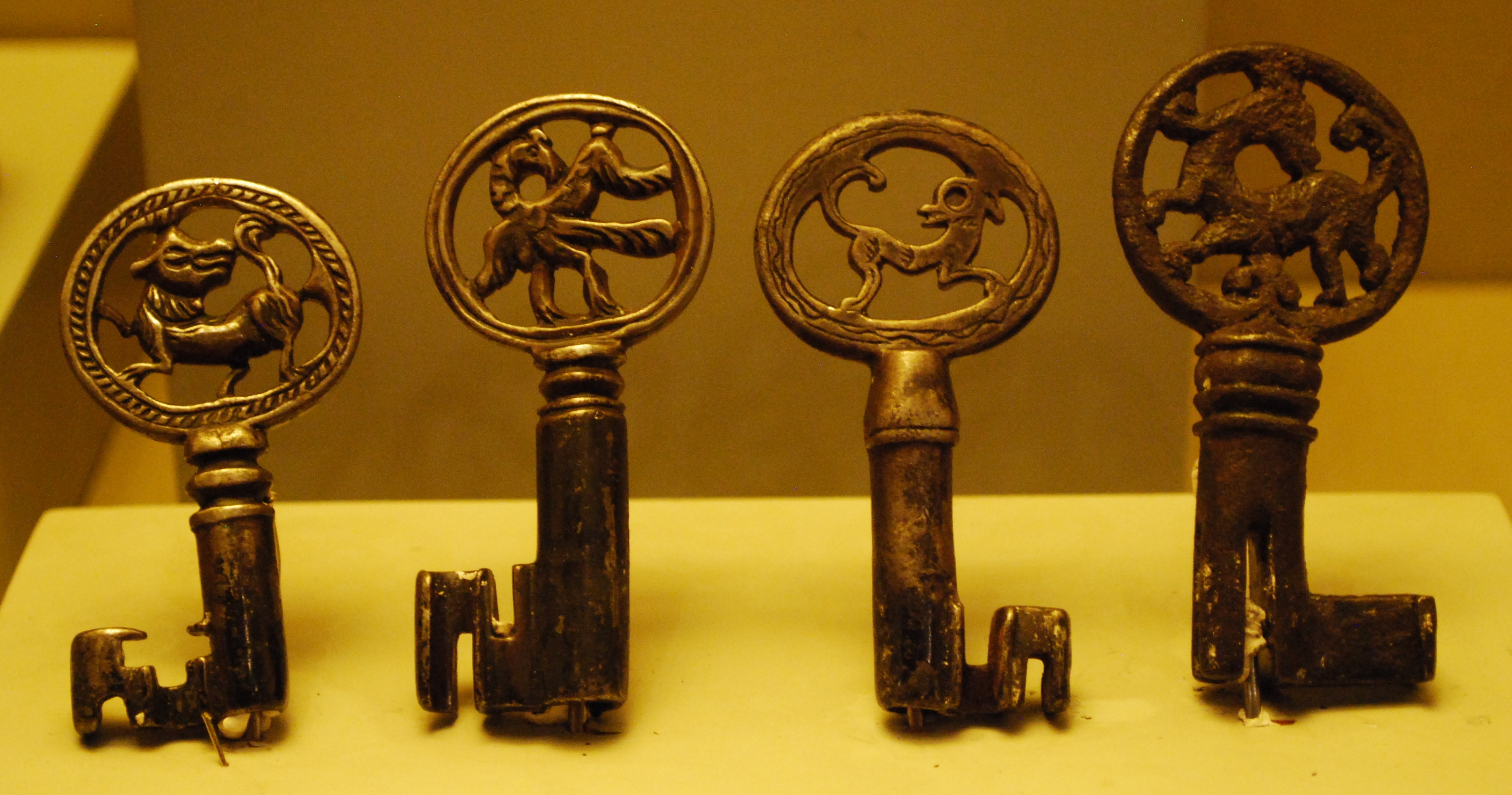
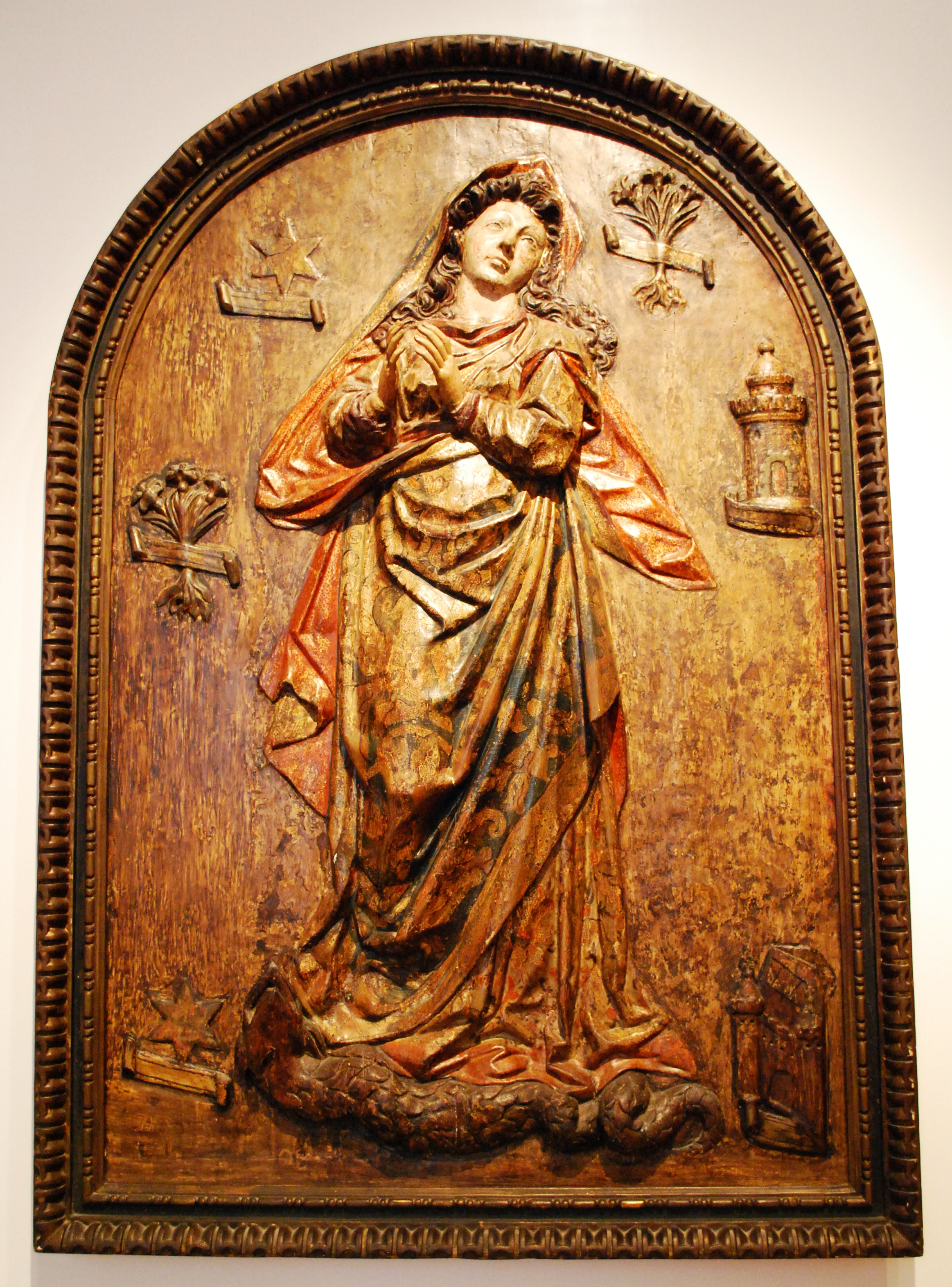
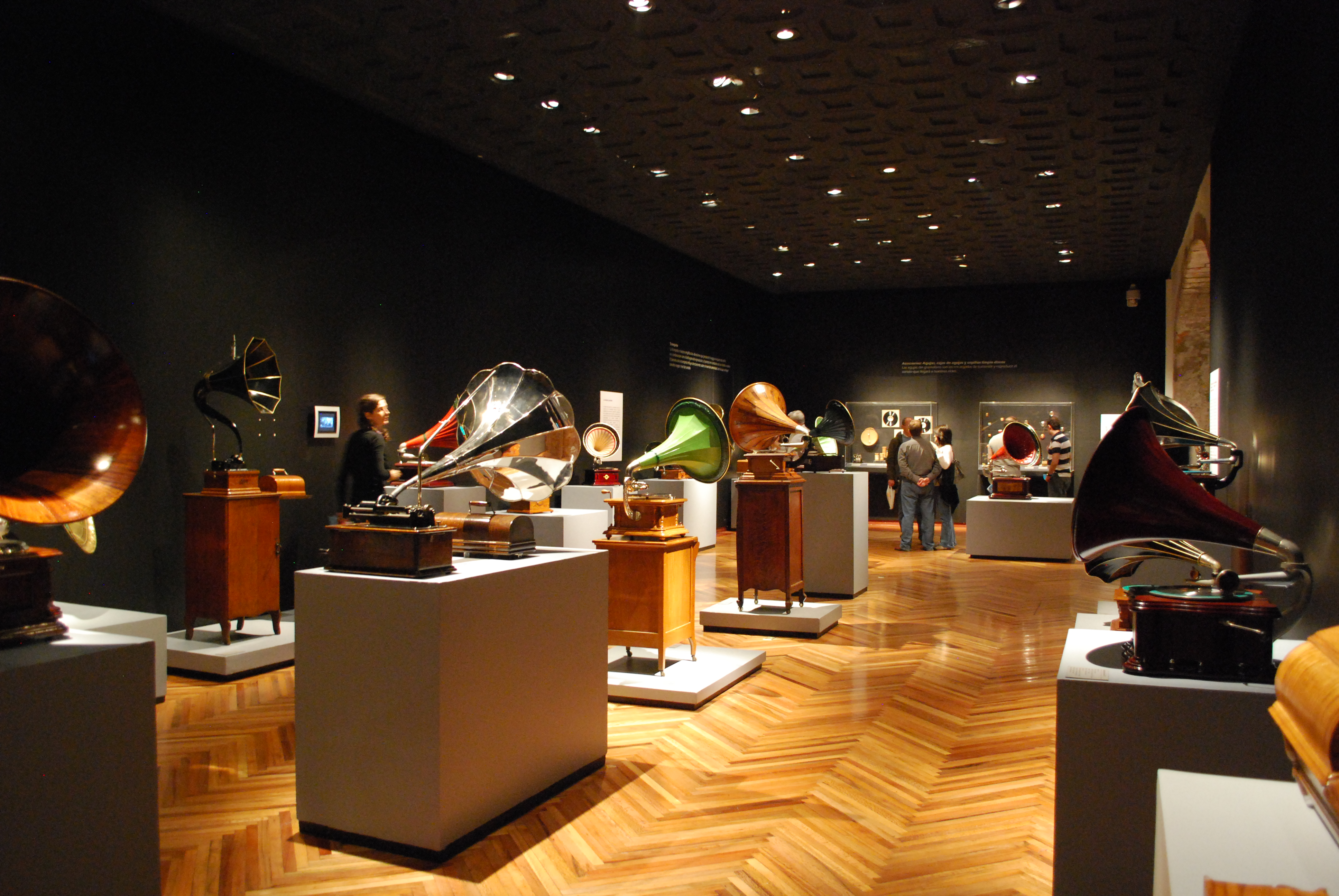
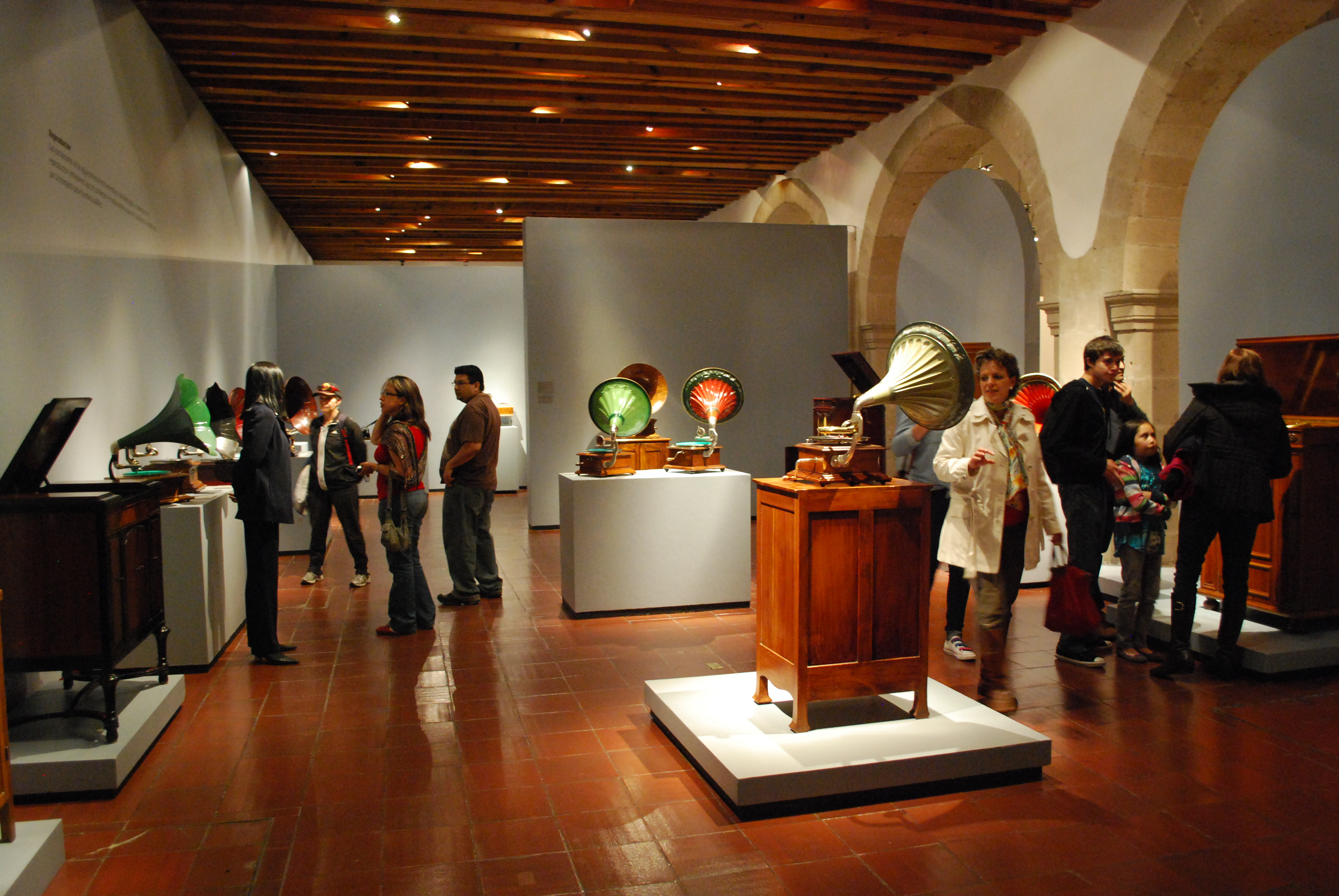
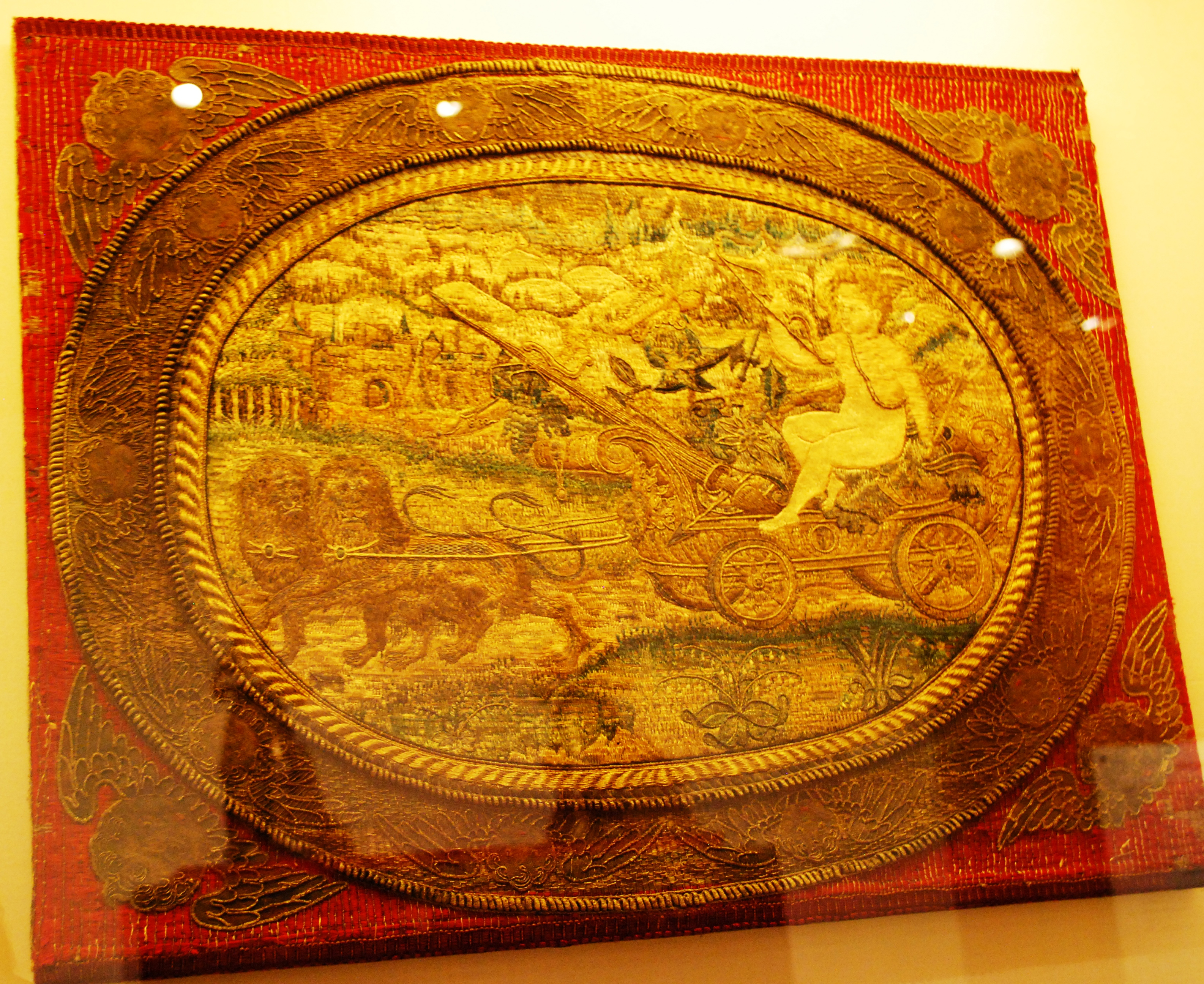
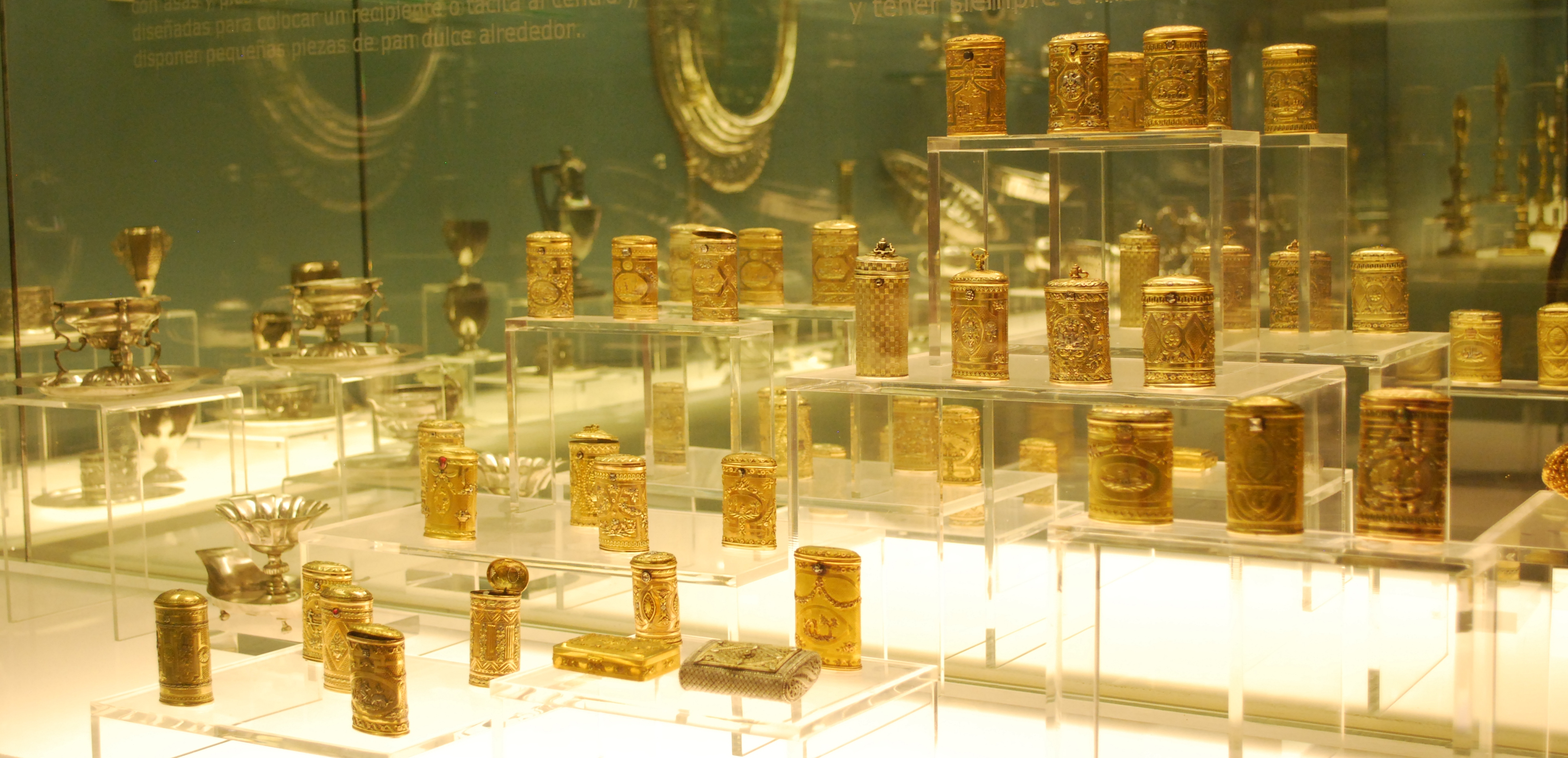
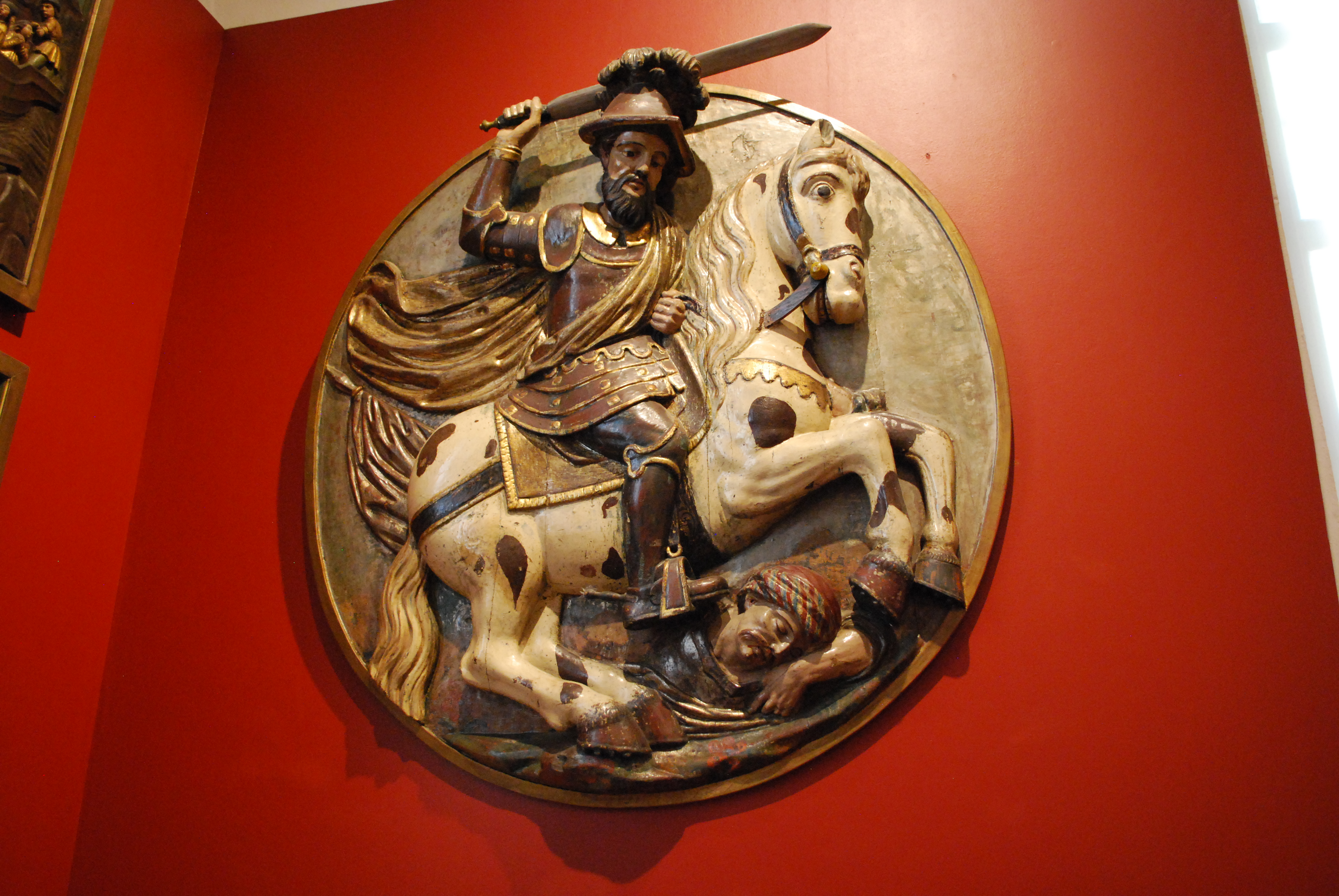
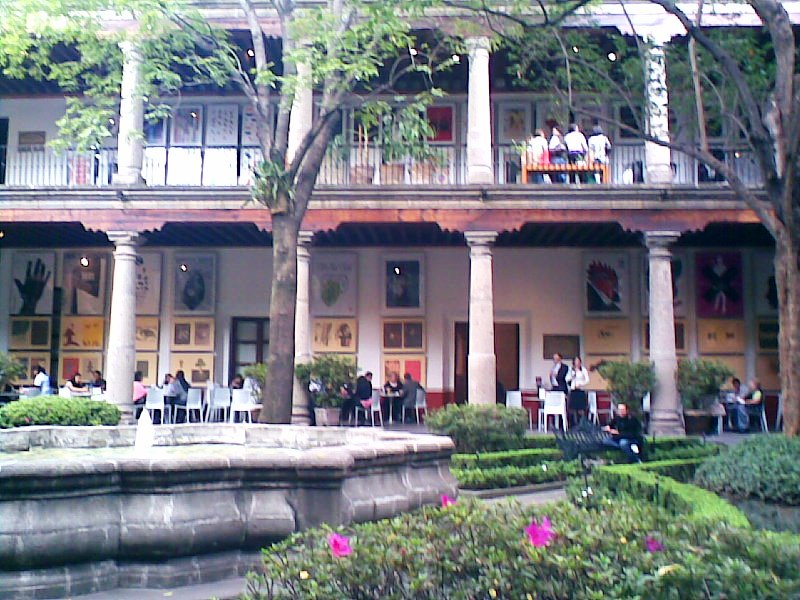
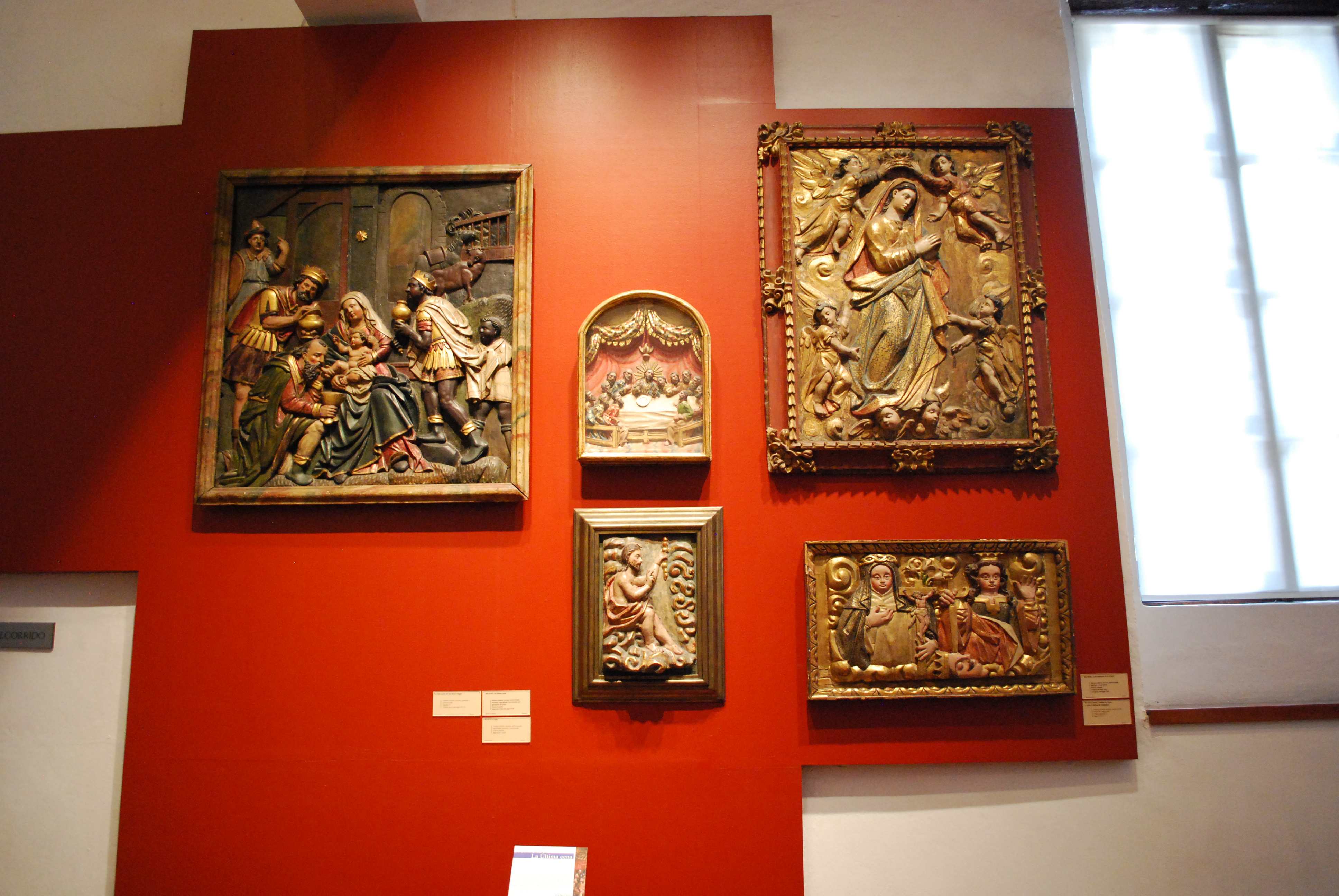
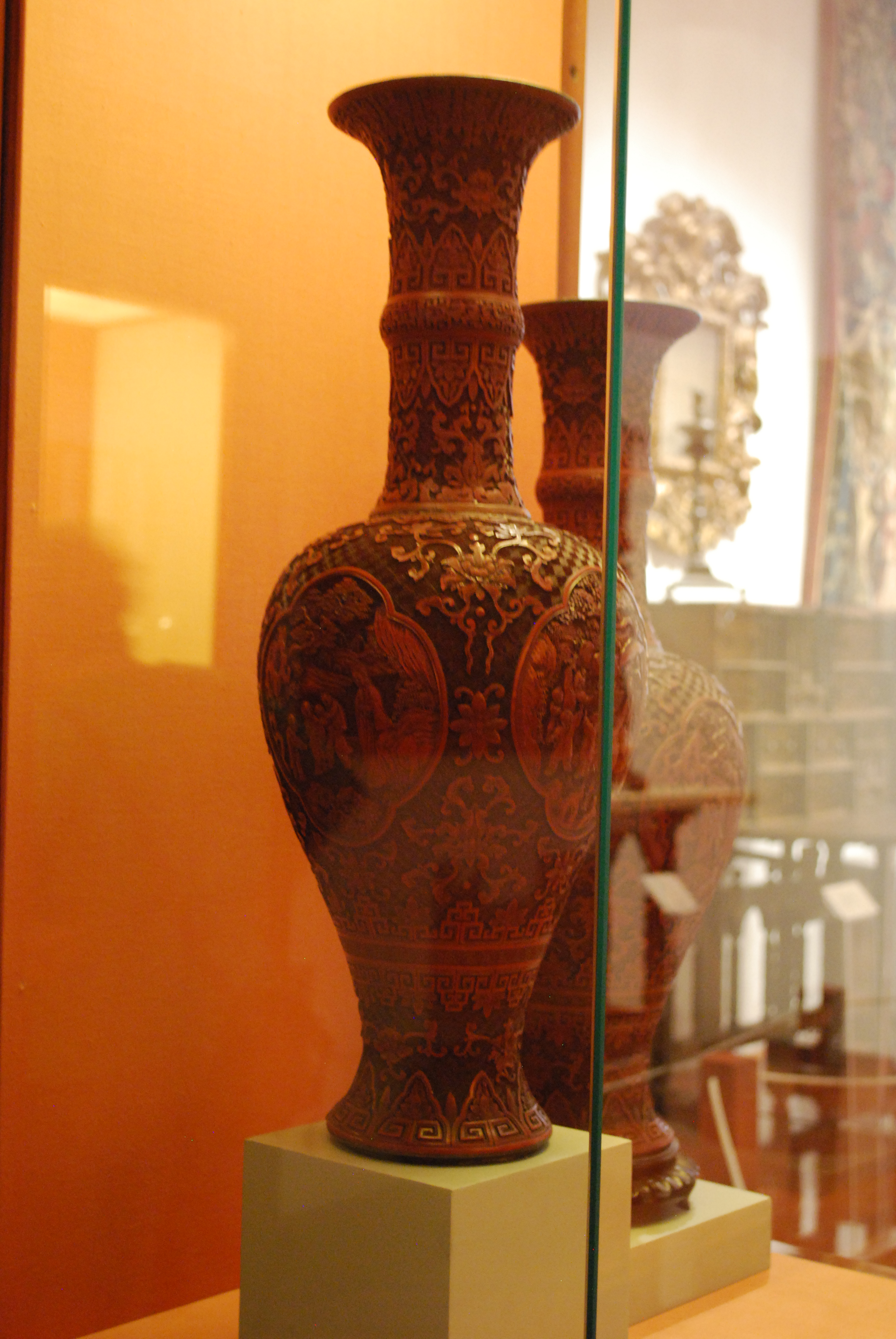
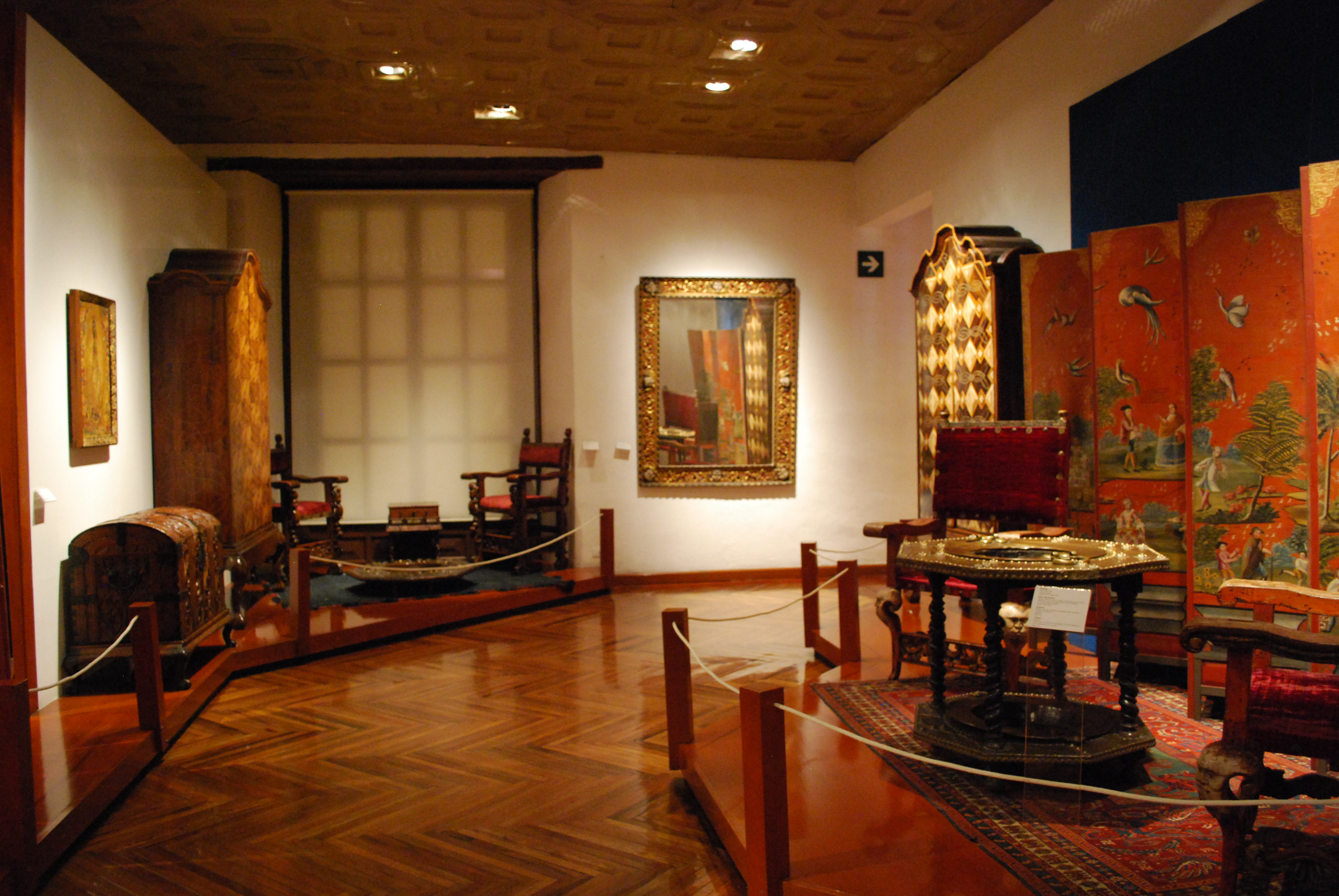
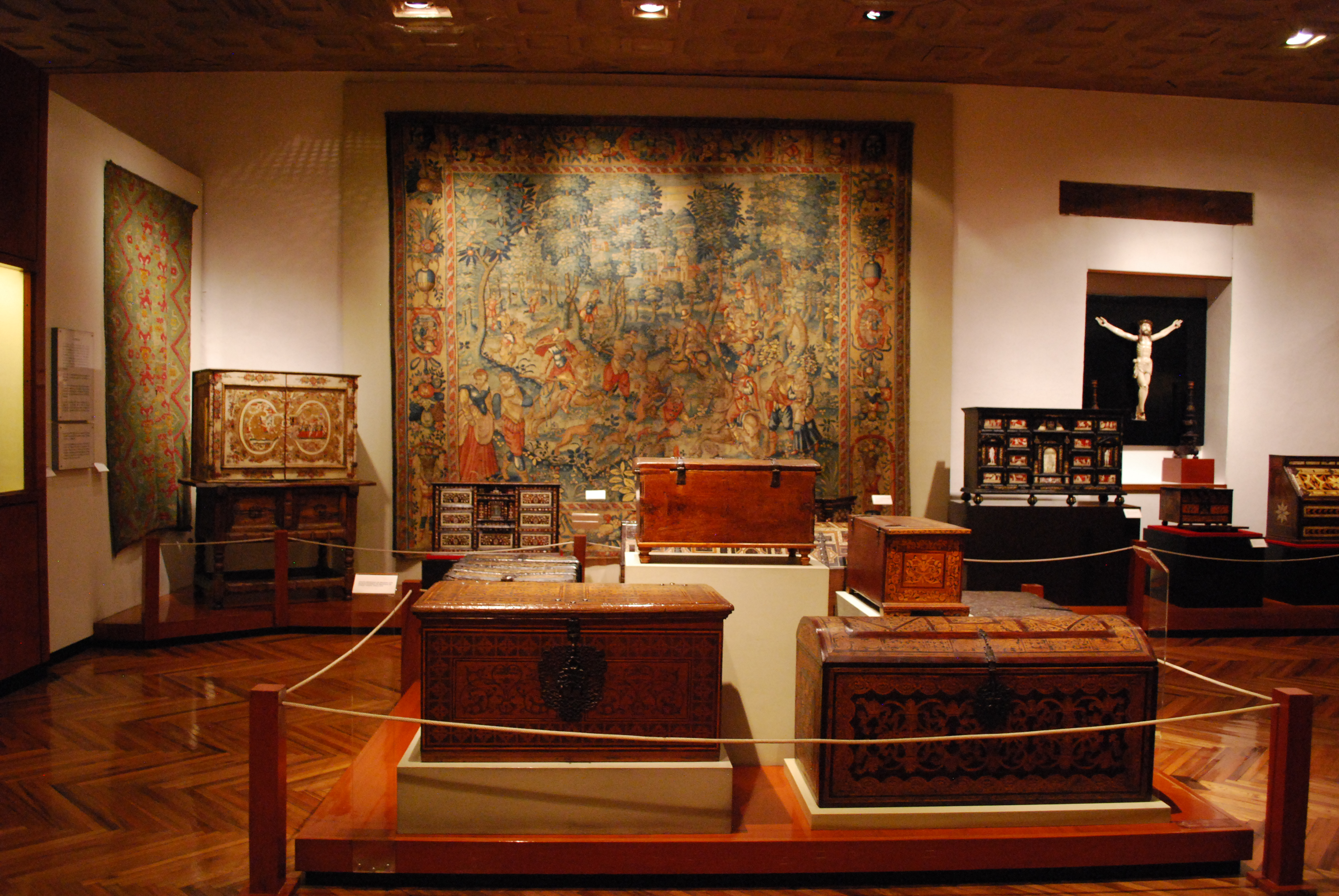
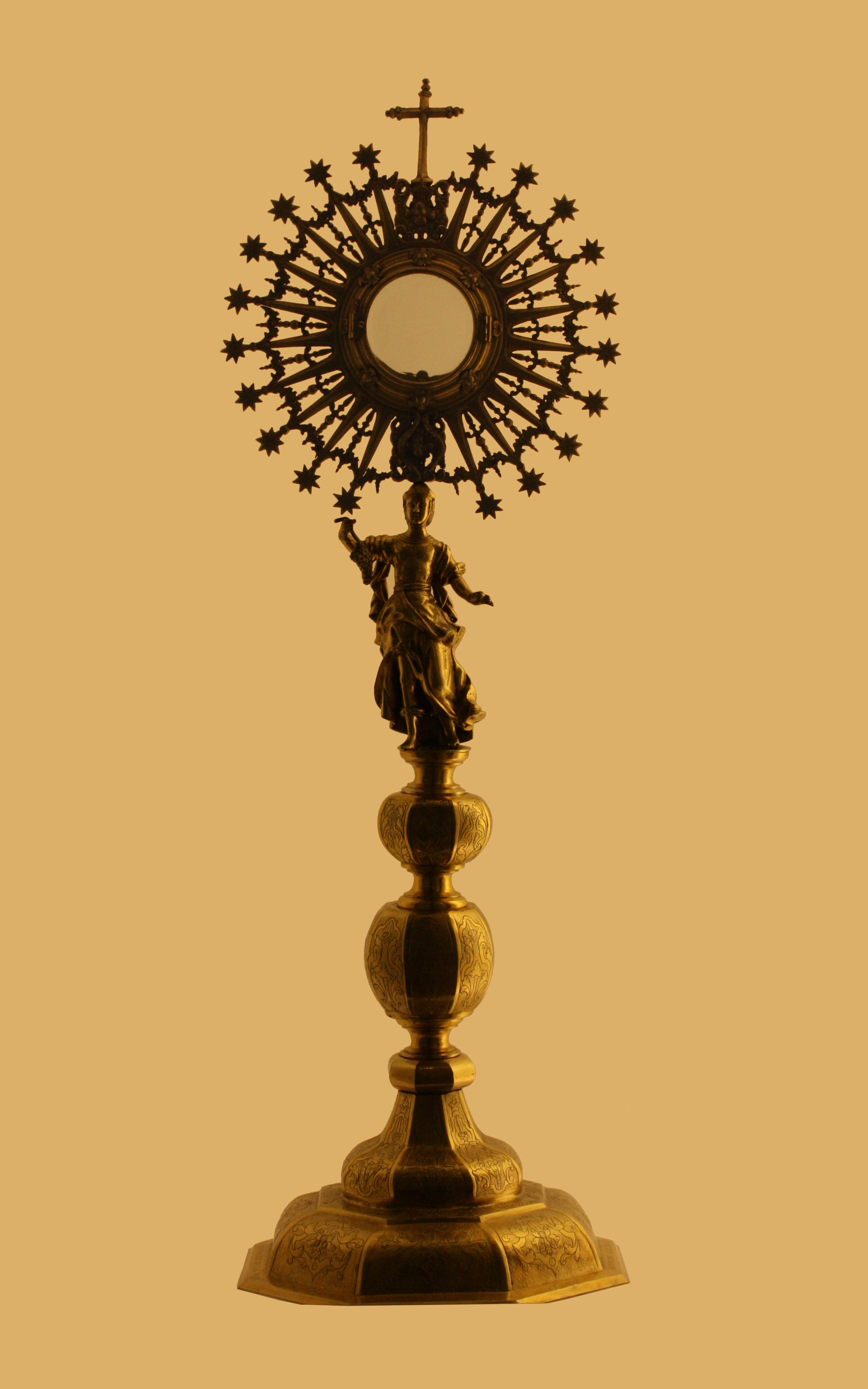
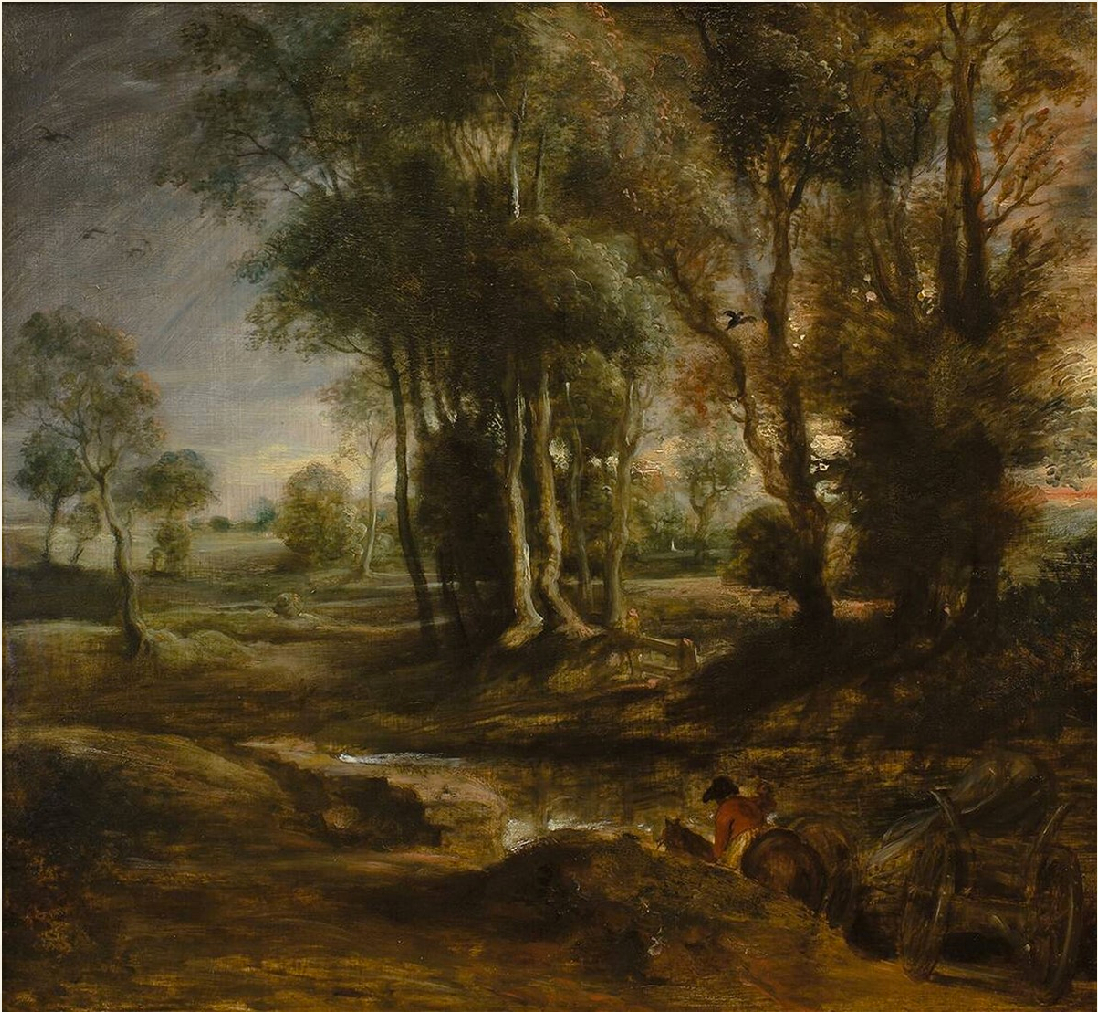
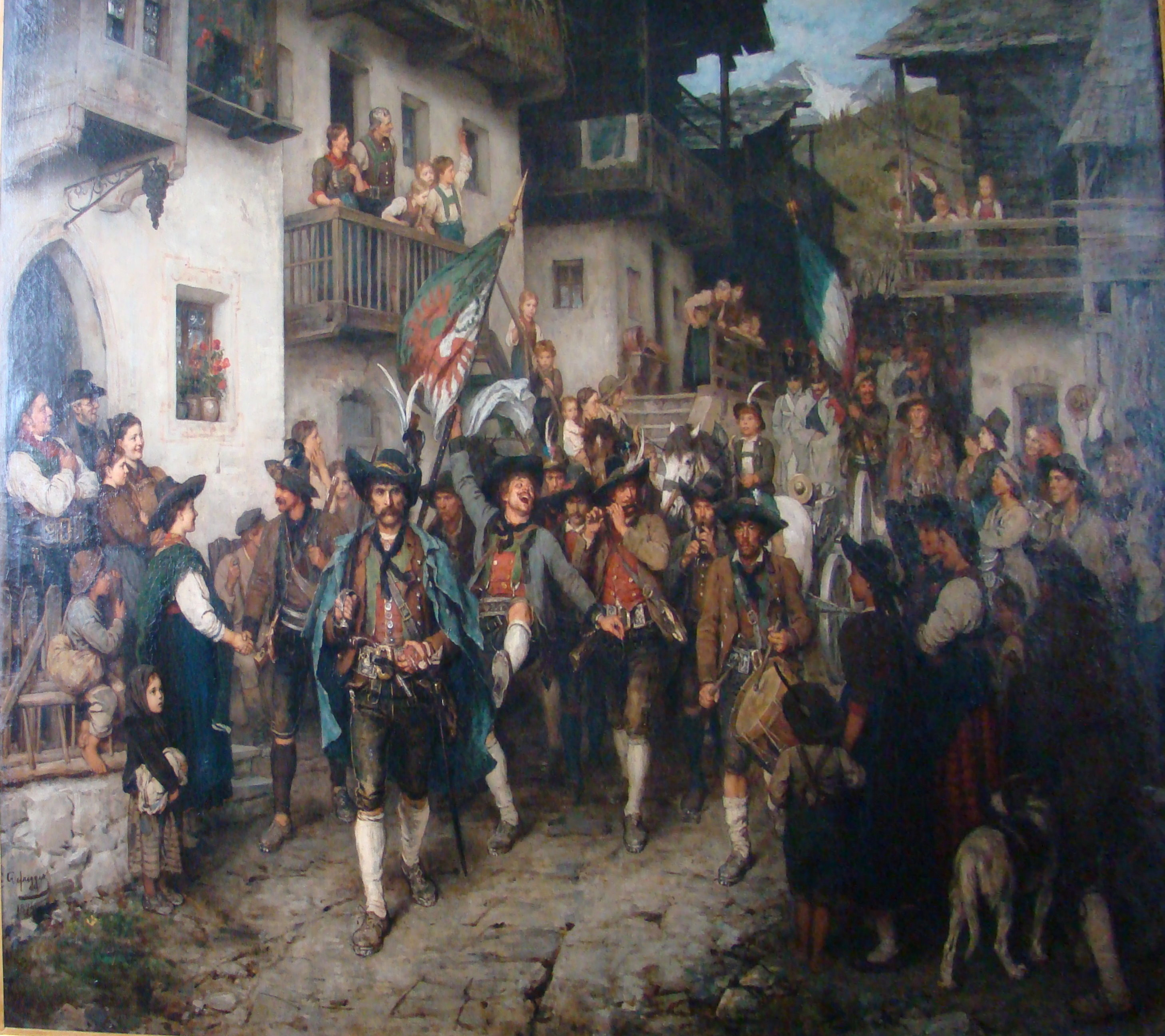
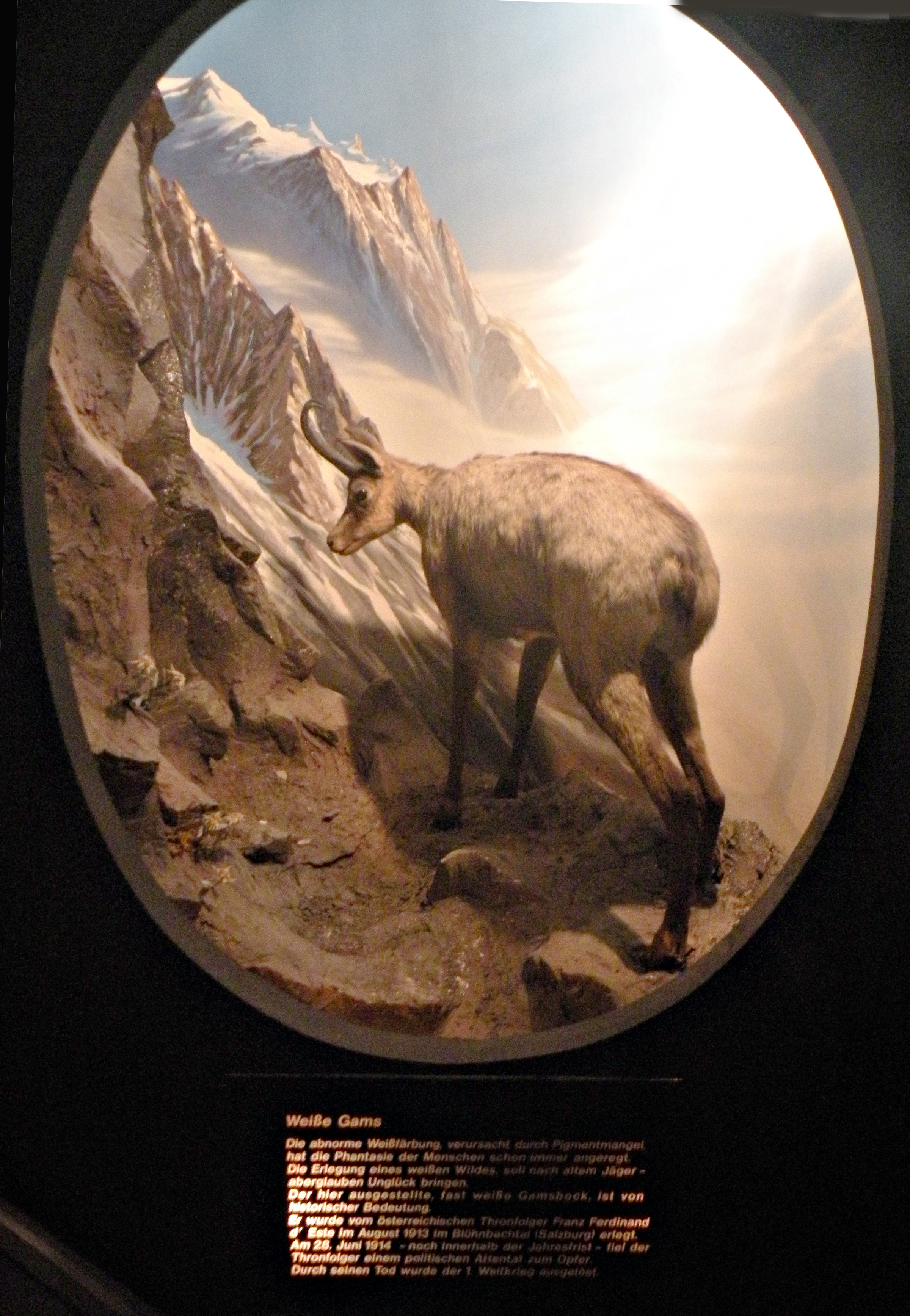
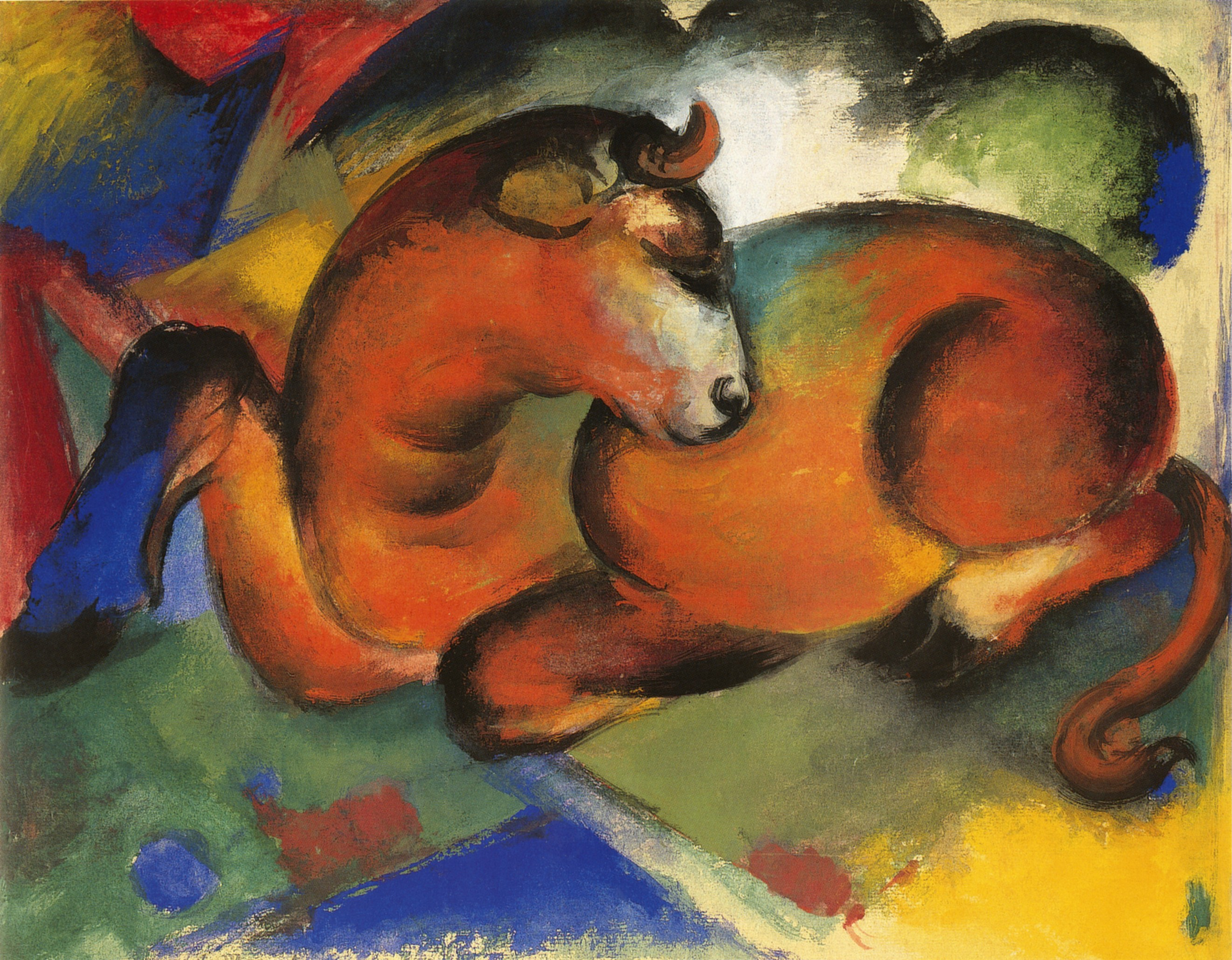
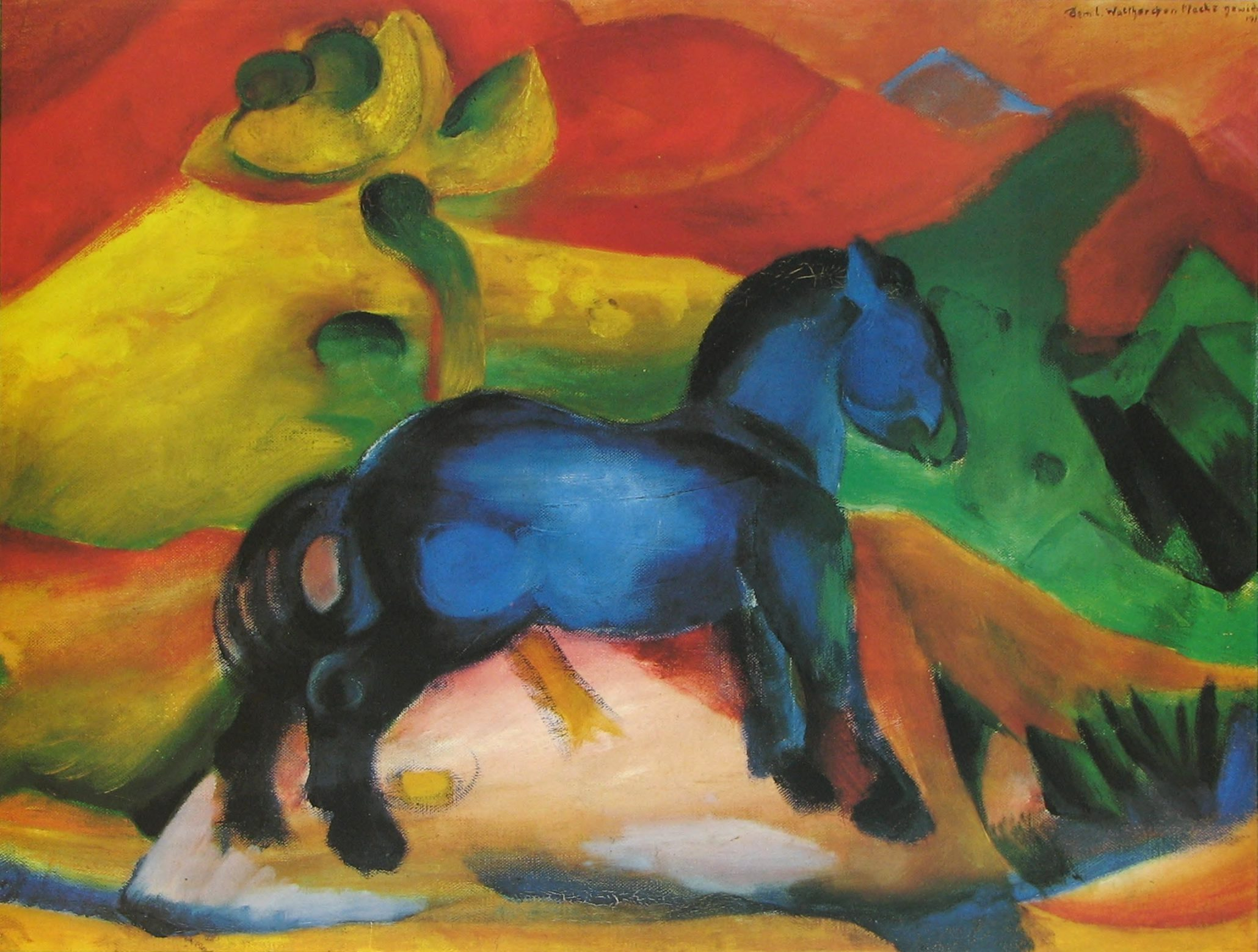
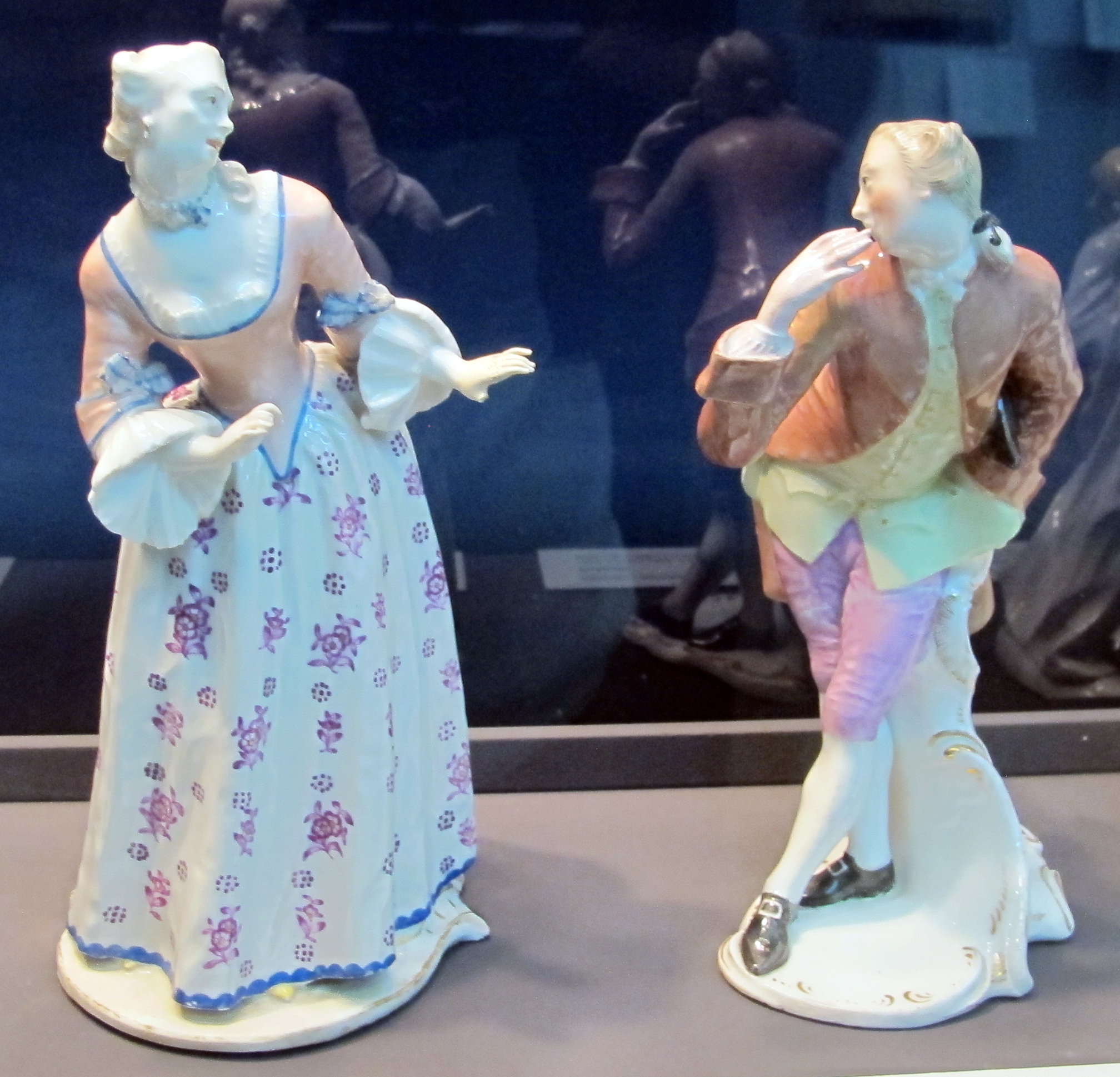
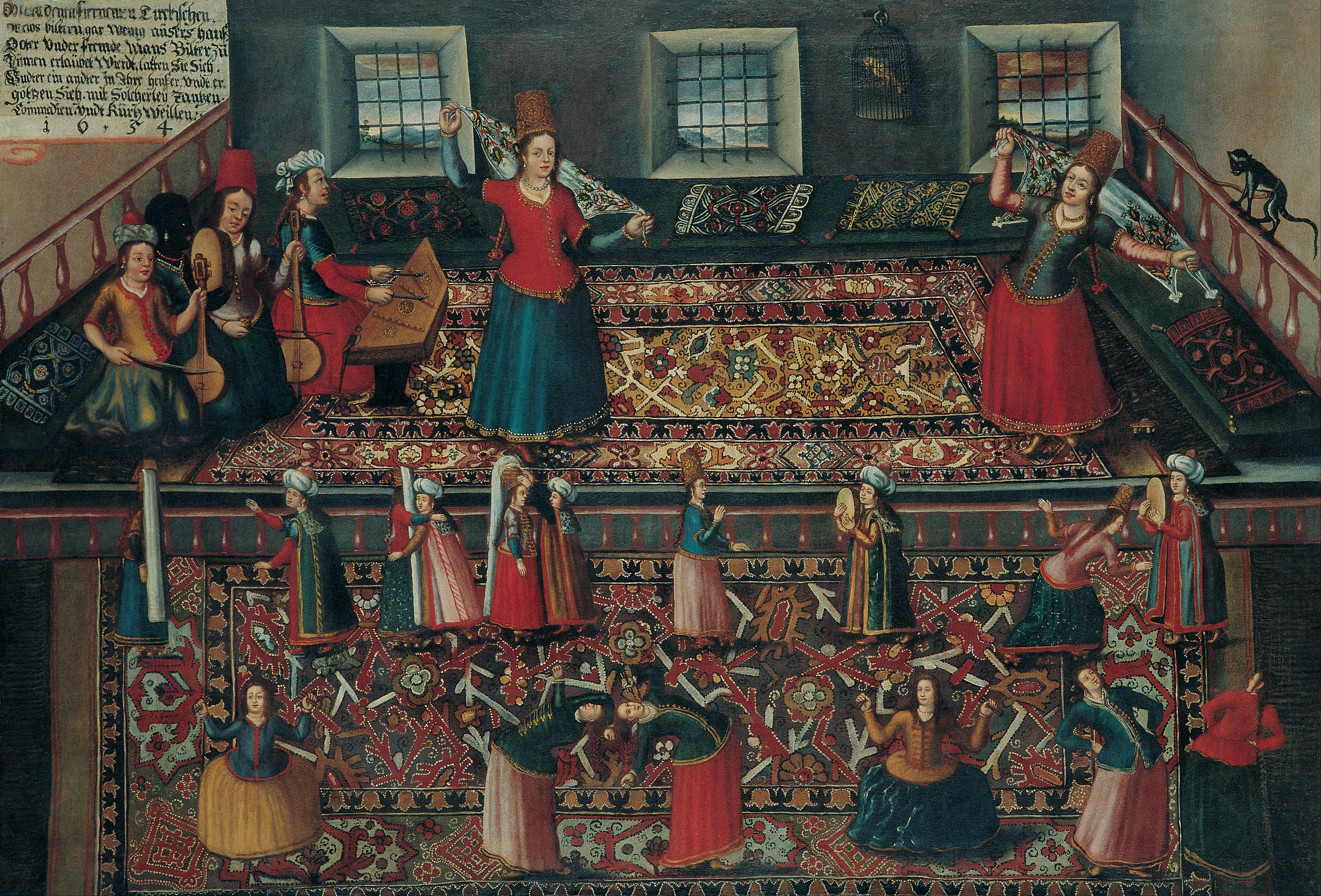